# رودلف ديلز
رودلف ديلز (بالألمانية: Rudolf Diels )‏ (و. 1900 – 1957 م) هو سياسي ألماني، ولد في بروسيا، كان عضوًا في الحزب النازي، وكان عضوًا في شوتزشتافل، توفي في كاتسن إلنبوغن، عن عمر يناهز 57 عاماً.

## روابط خارجية
- رودلف ديلز على موقع مونزينجر (الألمانية)